# تیمو تولکی
تیمو تولکی (به انگلیسی: Timo Tolkki) نوازنده گیتار الکتریک و آهنگساز و سازنده گروه پاور متال فنلاندی استراتو واریوس در ۳ مارچ ۱۹۶۶ در فنلاند متولد شد . بدون شک او پر سابقه‌ترین عضو گروه استراتو واریوس بوده است که البته در سال ۲۰۰۸ از گروه جدا شد و گروه روولیشن رنسانس را راه اندازی کرد.
مجله دنیای گیتار او را در رتبه ۲۷ بهترین ۵۰ نوازنده گیتار جهان قرار داده‌است.
او از ۷ سالگی شروع به فراگیری نواختن گیتار کرد. نکته غیرمعمول در مورد او تمرین هشت ساعته او در روز بود.